# Himantura gerrardi
Himantura gerrardi és una espècie de peix pertanyent a la família dels dasiàtids present des de l'Índia fins a Nova Guinea i el Japó, incloent-hi el riu Ganges. N'hi ha registres del mar Roig i de l'Àfrica oriental però s'han de confirmar.
És un peix d'aigua marina i salabrosa, demersal i de clima tropical que viu fins als 50 m de fondària, el qual viu a la plataforma continental sobre fons de sorra i fang de les aigües costaneres i desembocadures dels rius.
Pot arribar a fer 2 m de llargària.
És ovovivípar.
Menja crustacis bentònics (com ara, gambes, crancs i petites llagostes).
És inofensiu per als humans i la seua pell i carn s'assequen o s'utilitzen per produir cuir i elaborar carteres i bosses. El seu cartílag també és apreciat.

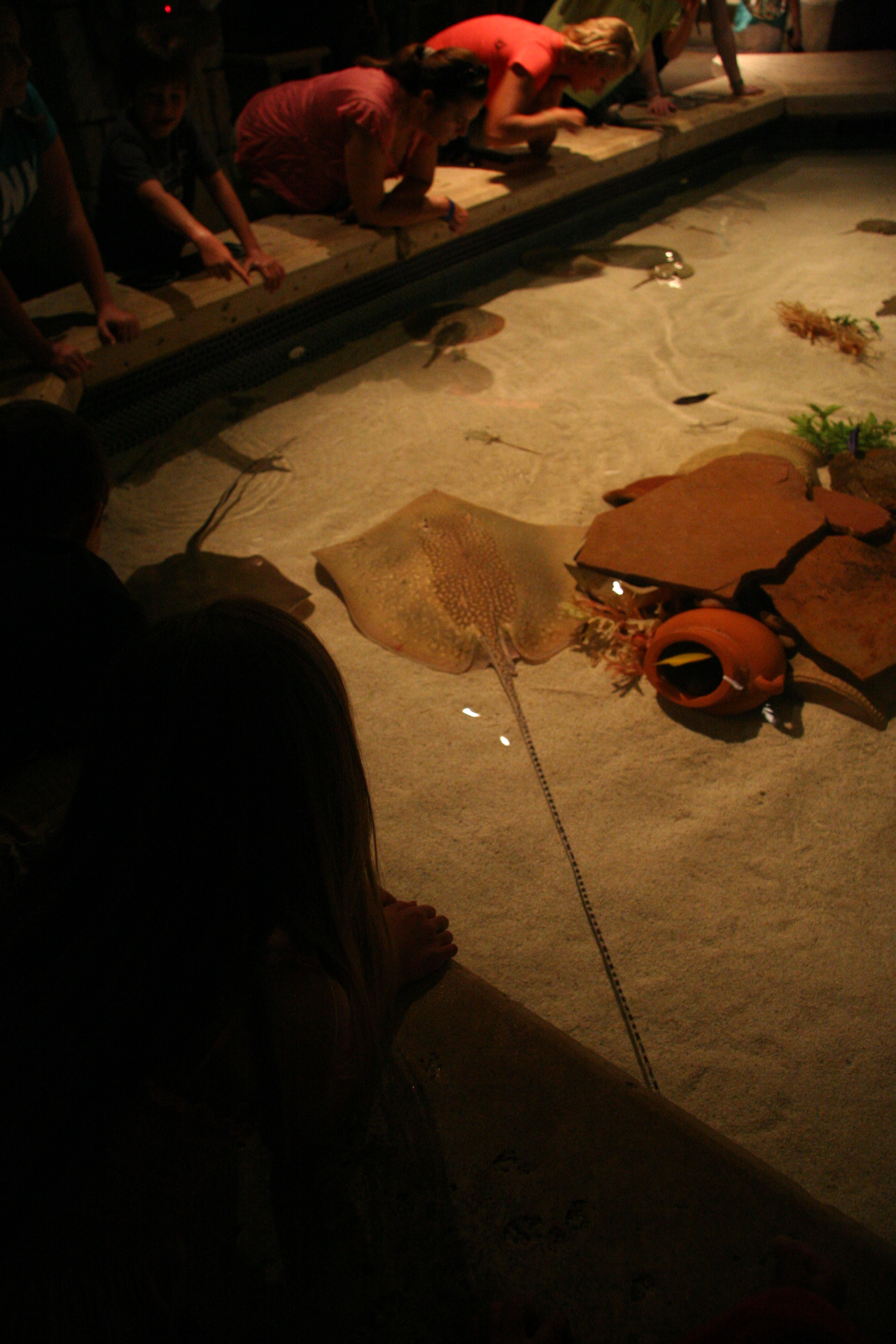
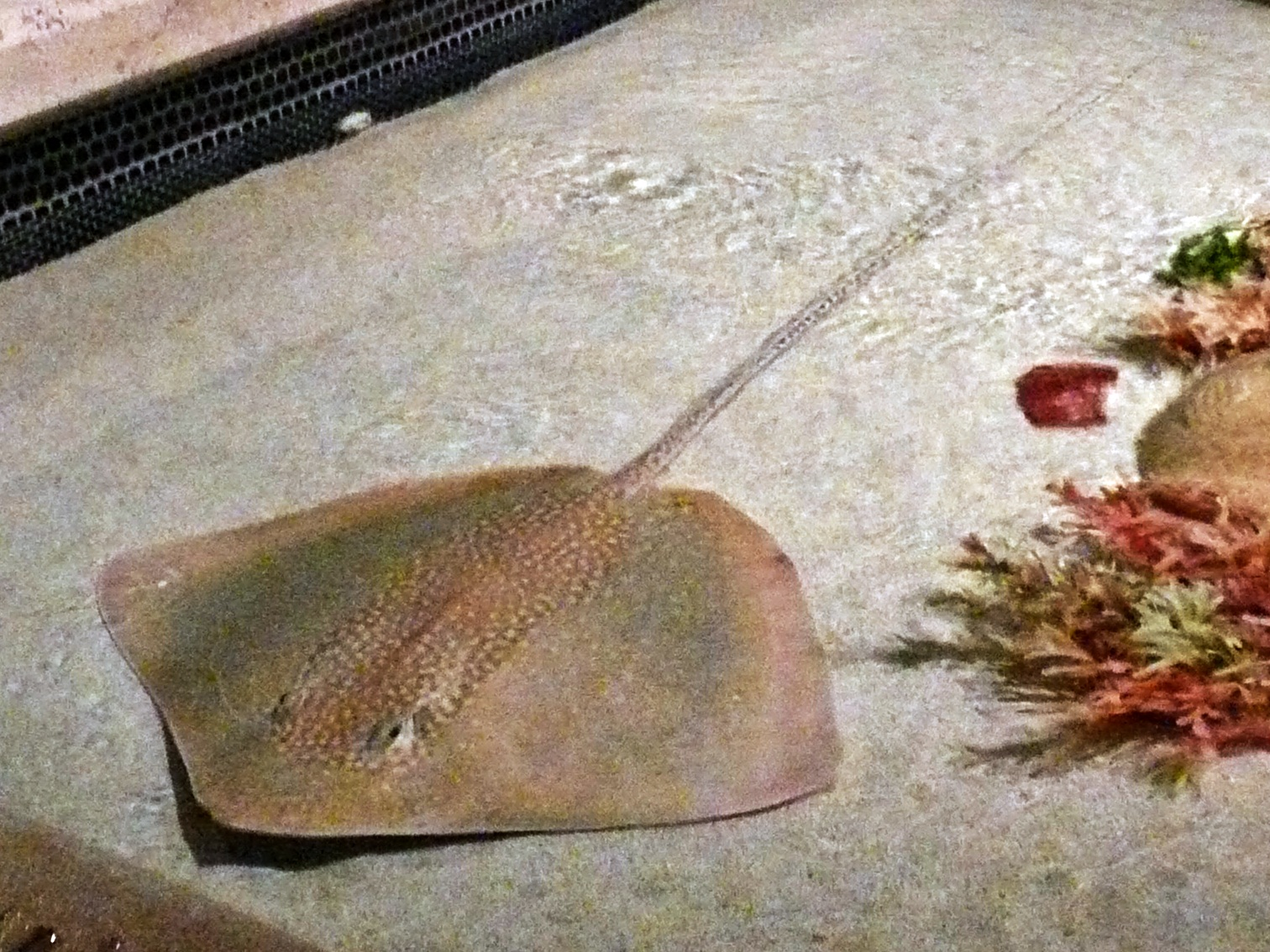